# Grande Prêmio da Austrália de 1987
Resultados do Grande Prêmio da Austrália de Fórmula 1 realizado em Adelaide em 15 de novembro de 1987. Décima sexta etapa do campeonato, foi vencido pelo austríaco Gerhard Berger, que subiu ao pódio junto a Michele Alboreto numa dobradinha da Ferrari, com Thierry Boutsen em terceiro pela Benetton-Ford.

## Resumo
Estreia de Stefano Modena, campeão da Fórmula 3000 Internacional de 1987 e última prova de Teo Fabi e Adrian Campos e primeiro ponto de Roberto Pupo Moreno na F1
Originalmente o segundo colocado da prova, Ayrton Senna foi desqualificado uma hora após subir ao pódio por irregularidades encontradas nos dutos de refrigeração dos freios, ficando a segunda posição para Michele Alboreto e a terceira para Thierry Boutsen pela Benetton-Ford.

## Treinos classificatórios
| 1º treino classificatório | 1º treino classificatório | 1º treino classificatório | 1º treino classificatório | 1º treino classificatório |
| Pos.                      | Nº                        | Piloto                    | Chassi/Motor              | Tempo                     |
| ------------------------- | ------------------------- | ------------------------- | ------------------------- | ------------------------- |
| 1                         | 28                        | Gerhard Berger            | Ferrari                   | 1:17.267                  |
| 2                         | 6                         | Nelson Piquet             | Williams-Honda            | 1:18.017                  |
| 3                         | 1                         | Alain Prost               | McLaren-TAG/Porsche       | 1:18.200                  |
| 4                         | 12                        | Ayrton Senna              | Lotus-Honda               | 1:18.508                  |
| 5                         | 27                        | Michele Alboreto          | Ferrari                   | 1:18.578                  |
| 6                         | 20                        | Thierry Boutsen           | Benetton-Ford             | 1:18.943                  |
| 7                         | 19                        | Teo Fabi                  | Benetton-Ford             | 1:19.461                  |
| 8                         | 5                         | Riccardo Patrese          | Williams-Honda            | 1:19.507                  |
| 9                         | 2                         | Stefan Johansson          | McLaren-TAG/Porsche       | 1:19.761                  |
| 10                        | 8                         | Andrea de Cesaris         | Brabham-BMW               | 1:19.768                  |
| 11                        | 18                        | Eddie Cheever             | Arrows-Megatron           | 1:20.187                  |
| 12                        | 17                        | Derek Warwick             | Arrows-Megatron           | 1:20.638                  |
| 13                        | 24                        | Alessandro Nannini        | Minardi-Motori Moderni    | 1:20.701                  |
| 14                        | 11                        | Satoru Nakajima           | Lotus-Honda               | 1:21.708                  |
| 15                        | 7                         | Stefano Modena            | Brabham-BMW               | 1:21.887                  |
| 16                        | 30                        | Philippe Alliot           | Lola-Ford                 | 1:21.888                  |
| 17                        | 4                         | Philippe Streiff          | Tyrrell-Ford              | 1:21.971                  |
| 18                        | 9                         | Martin Brundle            | Zakspeed                  | 1:22.224                  |
| 19                        | 3                         | Jonathan Palmer           | Tyrrell-Ford              | 1:22.315                  |
| 20                        | 26                        | Piercarlo Ghinzani        | Ligier-Megatron           | 1:22.689                  |
| 21                        | 16                        | Ivan Capelli              | March-Ford                | 1:22.698                  |
| 22                        | 10                        | Christian Danner          | Zakspeed                  | 1:23.046                  |
| 23                        | 14                        | Roberto Moreno            | AGS-Ford                  | 1:23.659                  |
| 24                        | 25                        | René Arnoux               | Ligier-Megatron           | 1:24.833                  |
| 25                        | 29                        | Yannick Dalmas            | Lola-Ford                 | 1:25.021                  |
| 26                        | 23                        | Adrian Campos             | Minardi-Motori Moderni    | 1:25.760                  |
| 27                        | 21                        | Alex Caffi                | Osella-Alfa Romeo         | 1:25.872                  |

| 2º treino classificatório | 2º treino classificatório | 2º treino classificatório | 2º treino classificatório | 2º treino classificatório |
| Pos.                      | Nº                        | Piloto                    | Chassi/Motor              | Tempo                     |
| ------------------------- | ------------------------- | ------------------------- | ------------------------- | ------------------------- |
| 1                         | 1                         | Alain Prost               | McLaren-TAG/Porsche       | 1:17.967                  |
| 2                         | 28                        | Gerhard Berger            | Ferrari                   | 1:18.142                  |
| 3                         | 6                         | Nelson Piquet             | Williams-Honda            | 1:18.176                  |
| 4                         | 12                        | Ayrton Senna              | Lotus-Honda               | 1:18.488                  |
| 5                         | 20                        | Thierry Boutsen           | Benetton-Ford             | 1:18.523                  |
| 6                         | 5                         | Riccardo Patrese          | Williams-Honda            | 1:18.813                  |
| 7                         | 2                         | Stefan Johansson          | McLaren-TAG/Porsche       | 1:18.826                  |
| 8                         | 8                         | Andrea de Cesaris         | Brabham-BMW               | 1:19.590                  |
| 9                         | 27                        | Michele Alboreto          | Ferrari                   | 1:19.612                  |
| 10                        | 19                        | Teo Fabi                  | Benetton-Ford             | 1:20.301                  |
| 11                        | 17                        | Derek Warwick             | Arrows-Megatron           | 1:20.837                  |
| 12                        | 11                        | Satoru Nakajima           | Lotus-Honda               | 1:20.891                  |
| 13                        | 7                         | Stefano Modena            | Brabham-BMW               | 1:21.014                  |
| 14                        | 9                         | Martin Brundle            | Zakspeed                  | 1:21.843                  |
| 15                        | 24                        | Alessandro Nannini        | Minardi-Motori Moderni    | 1:21.523                  |
| 16                        | 18                        | Eddie Cheever             | Arrows-Megatron           | 1:21.592                  |
| 17                        | 3                         | Jonathan Palmer           | Tyrrell-Ford              | 1:22.087                  |
| 18                        | 25                        | René Arnoux               | Ligier-Megatron           | 1:22.303                  |
| 19                        | 4                         | Philippe Streiff          | Tyrrell-Ford              | 1:22.434                  |
| 20                        | 29                        | Yannick Dalmas            | Lola-Ford                 | 1:22.650                  |
| 21                        | 16                        | Ivan Capelli              | March-Ford                | 1:22.704                  |
| 22                        | 10                        | Christian Danner          | Zakspeed                  | 1:22.736                  |
| 23                        | 30                        | Philippe Alliot           | Lola-Ford                 | 1:22.846                  |
| 24                        | 23                        | Adrian Campos             | Minardi-Motori Moderni    | 1:24.121                  |
| 25                        | 14                        | Roberto Moreno            | AGS-Ford                  | 1:24.149                  |
| 26                        | 26                        | Piercarlo Ghinzani        | Ligier-Megatron           | 1:24.652                  |
| 27                        | 21                        | Alex Caffi                | Osella-Alfa Romeo         | 1:27.331                  |

## Grid de largada e classificação da prova
| Grid de largada | Grid de largada | Grid de largada    | Grid de largada        | Grid de largada |
| Pos.            | Nº              | Piloto             | Chassi/Motor           | Tempo           |
| --------------- | --------------- | ------------------ | ---------------------- | --------------- |
| 1               | 28              | Gerhard Berger     | Ferrari                | 1:17.267        |
| 2               | 1               | Alain Prost        | McLaren-TAG/Porsche    | 1:17.967        |
| 3               | 6               | Nelson Piquet      | Williams-Honda         | 1:18.017        |
| 4               | 12              | Ayrton Senna       | Lotus-Honda            | 1:18.488        |
| 5               | 20              | Thierry Boutsen    | Benetton-Ford          | 1:18.523        |
| 6               | 27              | Michele Alboreto   | Ferrari                | 1:18.578        |
| 7               | 5               | Riccardo Patrese   | Williams-Honda         | 1:18.813        |
| 8               | 2               | Stefan Johansson   | McLaren-TAG/Porsche    | 1:18.826        |
| 9               | 19              | Teo Fabi           | Benetton-Ford          | 1:19.461        |
| 10              | 8               | Andrea de Cesaris  | Brabham-BMW            | 1:19.590        |
| 11              | 18              | Eddie Cheever      | Arrows-Megatron        | 1:20.187        |
| 12              | 17              | Derek Warwick      | Arrows-Megatron        | 1:20.638        |
| 13              | 24              | Alessandro Nannini | Minardi-Motori Moderni | 1:20.701        |
| 14              | 11              | Satoru Nakajima    | Lotus-Honda            | 1:20.891        |
| 15              | 7               | Stefano Modena     | Brabham-BMW            | 1:21.014        |
| 16              | 9               | Martin Brundle     | Zakspeed               | 1:21.483        |
| 17              | 30              | Philippe Alliot    | Lola-Ford              | 1:21.888        |
| 18              | 4               | Philippe Streiff   | Tyrrell-Ford           | 1:21.971        |
| 19              | 3               | Jonathan Palmer    | Tyrrell-Ford           | 1:22.087        |
| 20              | 25              | René Arnoux        | Ligier-Megatron        | 1:22.303        |
| 21              | 29              | Yannick Dalmas     | Lola-Ford              | 1:22.650        |
| 22              | 26              | Piercarlo Ghinzani | Ligier-Megatron        | 1:22.689        |
| 23              | 16              | Ivan Capelli       | March-Ford             | 1:22.698        |
| 24              | 10              | Christian Danner   | Zakspeed               | 1:22.736        |
| 25              | 14              | Roberto Moreno     | AGS-Ford               | 1:23.659        |
| 26              | 23              | Adrian Campos      | Minardi-Motori Moderni | 1:24.121        |

| Classificação da prova | Classificação da prova | Classificação da prova | Classificação da prova | Classificação da prova | Classificação da prova | Classificação da prova | Classificação da prova |
| Pos.                   | Nº                     | Piloto                 | Chassi/Motor           | Voltas                 | Tempo/Diferença        | Grid                   | Pontos                 |
| ---------------------- | ---------------------- | ---------------------- | ---------------------- | ---------------------- | ---------------------- | ---------------------- | ---------------------- |
| 1                      | 28                     | Gerhard Berger         | Ferrari                | 82                     | 1:52'56.144            | 1                      | 9                      |
| DSQ                    | 12                     | Ayrton Senna           | Lotus-Honda            | 82                     | + 34.845               | 4                      | [ 6 ] [ nota 2 ]       |
| 2                      | 27                     | Michele Alboreto       | Ferrari                | 82                     | + 1'07.884             | 6                      | 6                      |
| 3                      | 20                     | Thierry Boutsen        | Benetton-Ford          | 81                     | + 1 volta              | 5                      | 4                      |
| 4                      | 3                      | Jonathan Palmer        | Tyrrell-Ford           | 80                     | + 2 voltas             | 19                     | 3                      |
| 5                      | 29                     | Yannick Dalmas         | Lola-Ford              | 79                     | + 3 voltas             | 21                     | [ 7 ] [ nota 3 ]       |
| 6                      | 14                     | Roberto Moreno         | AGS-Ford               | 79                     | + 3 voltas             | 25                     | 1                      |
| 7                      | 10                     | Christian Danner       | Zakspeed               | 79                     | + 3 voltas             | 24                     |                        |
| 8                      | 8                      | Andrea de Cesaris      | Brabham-BMW            | 78                     | Rodada                 | 10                     |                        |
| 9                      | 5                      | Riccardo Patrese       | Williams-Honda         | 76                     | Motor                  | 7                      |                        |
| Ret                    | 6                      | Nelson Piquet          | Williams-Honda         | 58                     | Freios                 | 3                      |                        |
| Ret                    | 16                     | Ivan Capelli           | March-Ford             | 58                     | Rodada                 | 23                     |                        |
| Ret                    | 1                      | Alain Prost            | McLaren-TAG/Porsche    | 53                     | Freios                 | 2                      |                        |
| Ret                    | 18                     | Eddie Cheever          | Arrows-Megatron        | 53                     | Superaquecimento       | 11                     |                        |
| Ret                    | 2                      | Stefan Johansson       | McLaren-TAG/Porsche    | 48                     | Freios                 | 8                      |                        |
| Ret                    | 19                     | Teo Fabi               | Benetton-Ford          | 46                     | Freios                 | 9                      |                        |
| Ret                    | 23                     | Adrian Campos          | Minardi-Motori Moderni | 46                     | Transmissão            | 26                     |                        |
| Ret                    | 30                     | Philippe Alliot        | Lola-Ford              | 45                     | Pane elétrica          | 17                     |                        |
| Ret                    | 25                     | René Arnoux            | Ligier-Megatron        | 41                     | Ignição                | 20                     |                        |
| Ret                    | 7                      | Stefano Modena         | Brabham-BMW            | 31                     | Cansaço físico         | 15                     |                        |
| Ret                    | 26                     | Piercarlo Ghinzani     | Ligier-Megatron        | 26                     | Ignição                | 22                     |                        |
| Ret                    | 11                     | Satoru Nakajima        | Lotus-Honda            | 22                     | Suspensão              | 14                     |                        |
| Ret                    | 17                     | Derek Warwick          | Arrows-Megatron        | 19                     | Transmissão            | 12                     |                        |
| Ret                    | 9                      | Martin Brundle         | Zakspeed               | 18                     | Motor                  | 16                     |                        |
| Ret                    | 4                      | Philippe Streiff       | Tyrrell-Ford           | 6                      | Rodada                 | 18                     |                        |
| Ret                    | 24                     | Alessandro Nannini     | Minardi-Motori Moderni | 0                      | Acidente               | 13                     |                        |
| DNQ                    | 21                     | Alex Caffi             | Osella-Alfa Romeo      | Não qualificado        | Não qualificado        | Não qualificado        | Não qualificado        |

## Tabela do campeonato após a corrida
| Pos. | Piloto         | Pontos |
| ---- | -------------- | ------ |
| 1    | Nelson Piquet  | 73     |
| 2    | Nigel Mansell  | 61     |
| 3    | Ayrton Senna   | 57     |
| 4    | Alain Prost    | 46     |
| 5    | Gerhard Berger | 36     |

| Pos. | Equipe              | Pontos |
| ---- | ------------------- | ------ |
| 1    | Williams-Honda      | 137    |
| 2    | McLaren-TAG/Porsche | 76     |
| 3    | Lotus-Honda         | 64     |
| 4    | Ferrari             | 53     |
| 5    | Benetton-Ford       | 28     |

| Pos. | Piloto           | Pontos |
| ---- | ---------------- | ------ |
| 1    | Jonathan Palmer  | 95     |
| 2    | Philippe Streiff | 74     |
| 3    | Philippe Alliot  | 43     |
| 4    | Ivan Capelli     | 38     |
| 5    | Pascal Fabre     | 35     |

| Pos. | Equipe       | Pontos |
| ---- | ------------ | ------ |
| 1    | Tyrrell-Ford | 169    |
| 2    | Lola-Ford    | 43     |
| 3    | AGS-Ford     | 39     |
| 4    | March-Ford   | 38     |

- Nota: Somente as primeiras cinco posições estão listadas e os campeões da temporada surgem grafados em negrito. Entre 1981 e 1990 cada piloto podia computar onze resultados válidos por ano não havendo descartes no mundial de construtores.